# Campeonato Paulista de Futebol de 2012
O Campeonato Paulista de Futebol de 2012 é realizado com duas divisões, ou seja; uma divisão com 3 Séries (A1-A2-A3), e uma divisão com 1 Série (B).

## Série A1

### Participantes
| Equipe           | Material Esportivo | Cidade             | Em 2011        | Estádio                      | Capacidade | Títulos             |
| ---------------- | ------------------ | ------------------ | -------------- | ---------------------------- | ---------- | ------------------- |
| Botafogo         | Elite              | Ribeirão Preto     | 13º (Série A1) | Santa Cruz                   | 28.562     | 0 (não possui)      |
| Bragantino       | Kanxa              | Bragança Paulista  | 15º (Série A1) | Nabi Abi Chedid              | 13.212     | 1 (1990)            |
| Comercial        | Geração Sport      | Ribeirão Preto     | 4º (Série A2)  | Palma Travassos              | 15.360     | 0 (não possui)      |
| Corinthians      | Nike               | São Paulo          | 2º (Série A1)  | Pacaembu                     | 37.952     | 26 (último em 2009) |
| Catanduvense     | Aktion             | Catanduva          | 3º (Série A2)  | Silvio Salles                | 16.474     | 0 (não possui)      |
| Guarani          | Lupo               | Campinas           | 2º (Série A2)  | Brinco de Ouro               | 32.453     | 0 (não possui)      |
| Guaratinguetá[1] | XPS Sports         | Guaratinguetá      | 12º (Série A1) | Dario Rodrigues Leite        | 15.769     | 0 (não possui)      |
| Ituano           | Kanxa              | Itu                | 16º (Série A1) | Novelli Júnior               | 16.405     | 1 (2002)            |
| Linense          | Aktion             | Lins               | 14º (Série A1) | Gilberto Siqueira Lopes      | 15.770     | 0 (não possui)      |
| Mirassol         | Nakal              | Mirassol           | 7º (Série A1)  | José Maria de Campos Maia    | 14.534     | 0 (não possui)      |
| Mogi Mirim       | Stadium Sports     | Mogi Mirim         | 11º (Série A1) | Romildo Vitor Gomes Ferreira | 19.900     | 0 (não possui)      |
| Oeste            | Aktion             | Itápolis           | 6º (Série A1)  | Amaros                       | 16.143     | 0 (não possui)      |
| Palmeiras        | Adidas             | São Paulo          | 3º (Série A1)  | Pacaembu[2]                  | 37.952     | 22 (último em 2008) |
| Paulista         | Rota do Mar        | Jundiaí            | 10º (Série A1) | Jayme Cintra                 | 15.200     | 0 (não possui)      |
| Ponte Preta      | Mega Sport         | Campinas           | 5º (Série A1)  | Moisés Lucarelli             | 19.728     | 0 (não possui)      |
| Portuguesa       | Lupo               | São Paulo          | 8º (Série A1)  | Canindé                      | 21.004     | 3 (último em 1973)  |
| Santos           | Umbro / Nike[3]    | Santos             | 1º (Série A1)  | Vila Belmiro                 | 21.256     | 19 (último em 2011) |
| São Caetano      | Wilson             | São Caetano do Sul | 9º (Série A1)  | Anacleto Campanella          | 16.744     | 1 (2004)            |
| São Paulo        | Reebok             | São Paulo          | 4º (Série A1)  | Morumbi                      | 72.809     | 21 (último em 2005) |
| XV de Piracicaba | Deffende           | Piracicaba         | 1º (Série A2)  | Barão de Serra Negra         | 25.799     | 0 (não possui)      |

OBS: 1. ^  No dia 28 de novembro de 2011, o Americana Futebol anunciou seu retorno a sua antiga sede voltando a chamar Guaratinguetá Futebol Ltda.

2. ^  O Estádio Palestra Itália está fechado para a reforma e construção da Arena Allianz Parque, com isso o Palmeiras mandará seus jogos no Estádio do Pacaembu.

3. ^  O Santos trocou de Material Esportivo durante o Campeonato.

## Série A2

### Participantes
| Equipe            | Material Esportivo | Cidade                  | Em 2011        | Estádio                   | Capacidade | Títulos |
| ----------------- | ------------------ | ----------------------- | -------------- | ------------------------- | ---------- | ------- |
| América           | Esporte Fernando   | São José do Rio Preto   | 14º (Série A2) | Benedito Teixeira         | 32.936     | 3       |
| Atlético Sorocaba | Pro-X              | Sorocaba                | 6º (Série A2)  | Walter Ribeiro            | 13.772     | 0       |
| Audax             | Cambs              | São Paulo               | 10° (Série A2) | Nicolau Alayon            | 9.660      | 0       |
| Ferroviária       | Lupo               | Araraquara              | 13º (Série A2) | Arena da Fonte Luminosa   | 20.287     | 2       |
| Grêmio Barueri    | Super Bolla        | Barueri                 | 18º (Série A1) | Arena Barueri             | 32.000     | 1       |
| Monte Azul        | Deka               | Monte Azul Paulista     | 8º (Série A2)  | Otacilia Patrício Arroyo  | 15.000     | 1       |
| Noroeste          | Nakal              | Bauru                   | 19º (Série A1) | Alfredo de Castilho       | 16.899     | 0       |
| Palmeiras B       | Adidas             | São Paulo               | 15º (Série A2) | Rua Javari                | 4.000      | 0       |
| Penapolense       | Kanxa              | Penápolis               | 1º (Série A3)  | Tenente Carriço           | 15.000     | 0       |
| Red Bull Brasil   | Adidas             | Campinas                | 9º (Série A2)  | Moisés Lucarelli          | 19.722     | 0       |
| Rio Claro         | Nakal              | Rio Claro               | 12º (Série A2) | Augusto Schmidt Filho     | 15.969     | 0       |
| Rio Preto         | Deka               | São José do Rio Preto   | 7º (Série A2)  | Anísio Haddad             | 18.670     | 0       |
| Santacruzense     | Kanxa              | Santa Cruz do Rio Pardo | 2º (Série A3)  | Leônidas Camarinha        | 15.000     | 0       |
| Santo André       | Kanxa              | Santo André             | 20º (Série A1) | Bruno José Daniel         | 15.157     | 3       |
| São Bernardo      | Kelme              | São Bernardo do Campo   | 17º (Série A1) | Primeiro de Maio          | 15.800     | 0       |
| São Carlos        | Nakal              | São Carlos              | 3º (Série A3)  | Luís Augusto de Oliveira  | 15.000     | 0       |
| São José          | Kanxa              | São José dos Campos     | 5° (Série A2)  | Martins Pereira           | 15.317     | 2       |
| União Barbarense  | Deffende           | Santa Bárbara d'Oeste   | 16° (Série A2) | Antonio Lins R. Guimarães | 14.914     | 1       |
| União São João    | Uhlsport           | Araras                  | 11° (Série A2) | Hermínio Ometto           | 15.881     | 1       |
| Velo Clube        | Aktion             | Rio Claro               | 4º (Série A3)  | Benito Agnelo Castellano  | 15.000     | 0       |

## Série A3

### Participantes
| Equipe             | Material Esportivo | Cidade          | Em 2011        | Estádio                    | Capacidade | Títulos |
| ------------------ | ------------------ | --------------- | -------------- | -------------------------- | ---------- | ------- |
| Barretos           | MP Sports          | Barretos        | 3º (Série B)   | Antônio Gomes Martins      | 13.966     | 0       |
| Batatais           | Deka               | Batatais        | 11º (Série A3) | Oswaldo Scatena            | 13.000     | 0       |
| Capivariano        | Deffende           | Capivari        | 2º (Série B)   | Carlos Conalghi            | 10.723     | 1       |
| Flamengo           | Deka               | Guarulhos       | 6º (Série A3)  | Antônio Soares de Oliveira | 15.000     | 1       |
| Francana           | Deka               | Franca          | 15º (Série A3) | José Lancha Filho          | 15.100     | 0       |
| Grêmio Osasco      | MR Sport           | Osasco          | 7º (Série A3)  | José Liberatti             | 15.000     | 0       |
| Guaçuano           | Aktion             | Mogi Guaçu      | 4º (Série B)   | Alexandre Camacho          | 10.300     | 0       |
| Independente       | Fala Fera          | Limeira         | 1º (Série B)   | Agostinho Prada            | 13.000     | 1       |
| Inter de Bebedouro | Max Sport          | Bebedouro       | 16º (Série A3) | Socrátes Stamato           | 15.500     | 0       |
| Inter de Limeira   | Aktion             | Limeira         | 10º (Série A3) | José Levy Sobrinho         | 18.000     | 1       |
| Itapirense         | Deka               | Itapira         | 12º (Série A3) | Coronel Francisco Vieira   | 5.000      | 0       |
| Juventus           | Deka               | São Paulo       | 9º (Série A3)  | Rua Javari                 | 4.000      | 0       |
| Marília            | Pro-X              | Marília         | 17º (Série A2) | Bento de Abreu             | 17.926     | 0       |
| Osvaldo Cruz       | Deka               | Osvaldo Cruz    | 14º (Série A3) | Breno Ribeiro do Val       | 13.478     | 0       |
| Rio Branco         | Deka               | Americana       | 20º (Série A2) | Décio Vitta                | 15.765     | 1       |
| Sertãozinho        | Pro-X              | Sertãozinho     | 19º (Série A2) | Frederico Dalmaso          | 15.074     | 2       |
| São Bento          | Aktion             | Sorocaba        | 18º (Série A2) | Walter Ribeiro             | 13.772     | 1       |
| Taboão da Serra    | Deka               | Taboão da Serra | 13º (Série A3) | José Ferez                 | 7.000      | 0       |
| Taubaté            | RT Sports          | Taubaté         | 5º (Série A3)  | Joaquim de Morais Filho    | 14.531     | 1       |
| XV de Jaú          | Champs             | Jaú             | 8º (Série A3)  | Zezinho Magalhães          | 12.000     | 0       |

## Segunda Divisão
A Segunda Divisão do Campeonato Paulista será disputada a partir de 5 de maio de 2012. Os participantes serão 42 clubes, e a fórmula de disputa e a tabela já foi divulgada.

### Participantes
| Equipe               | Cidade                |
| -------------------- | --------------------- |
| Américo Brasiliense  | Américo Brasiliense   |
| AE Araçatuba         | Araçatuba             |
| Atibaia              | Atibaia               |
| Barueri              | Barueri               |
| Cotia                | Cotia                 |
| Desportivo Brasil    | Porto Feliz           |
| ECUS                 | Suzano                |
| EC São Bernardo      | São Bernardo do Campo |
| Elosport             | Capão Bonito          |
| Fernandópolis        | Fernandópolis         |
| Grêmio Novorizontino | Novo Horizonte        |
| GE Prudente[1]       | Presidente Prudente   |
| Guariba              | Guariba               |
| Guarujá              | Guarujá               |
| Guarulhos            | Guarulhos             |
| Itapevi              | Itapevi               |
| Jabaquara            | Santos                |
| Jaboticabal          | Jaboticabal           |
| Jacareí              | Jacareí               |
| Joseense             | São José dos Campos   |
| José Bonifácio       | José Bonifácio        |
| Lemense              | Leme                  |
| Manthiqueira         | Guaratinguetá         |
| Matonense            | Matão                 |
| Mauaense             | Mauá                  |
| Mogi das Cruzes      | Mogi das Cruzes       |
| Nacional             | São Paulo             |
| Olé Brasil           | Ribeirão Preto        |
| Olímpia              | Olímpia               |
| Osasco               | Osasco                |
| Pirassununguense     | Pirassununga          |
| Portuguesa Santista  | Santos                |
| Primavera            | Indaiatuba            |
| Radium               | Mococa                |
| São Vicente          | São Vicente           |
| Sumaré               | Sumaré                |
| Tanabi               | Tanabi                |
| Taquaritinga         | Taquaritinga          |
| Tupã                 | Tupã                  |
| União Mogi           | Mogi das Cruzes       |
| União Suzano         | Suzano                |
| Votuporanguense      | Votuporanga           |

OBS: 1. ^  O GE Prudente é o antigo Oeste Paulista.